# Liste des femmes sénatrices camerounaises
Conformément à la constitution du 2 juin 1972 révisée le 18 janvier 1996, le parlement est composé de deux chambres : l'Assemblée nationale et le Sénat. D'après l'art 20 de ladite constitution, le Sénat représente les collectivités territoriales décentralisées.
Au terme des premières élections sénatoriales du 14 avril 2013 et du décret présidentiel no 2013/149 du 8 mai 2013 portant nomination de sénateurs, on compte 20 femmes parmi les 100 sénateurs de cette première législature. Dans la seconde législature entamée en avril 2018, on compte 26 femmes dont 22 élues et 4 nommées par le Président de la république.

## Synthèse des femmes au Sénat depuis 2013
| Mandat      | Nombre de femmes | Nombre de Sénateurs | Pourcentage |
| ----------- | ---------------- | ------------------- | ----------- |
| 2013 - 2018 | 20               | 100                 | 20%         |
| 2018 - 2023 | 26               | 100                 | 26%         |

## Mandat2013-2018
Au terme des premières élections sénatoriales camerounaises tenues le 14 avril 2018, le sénat compte 20 femmes dont 17 élues et 3 nommées par le président de la République. Elles sont élues pour un mandat de 5 ans. 
Le président de cette législature est Marcel Niat Njifenji (RDPC: Ouest).  La liste ci-dessous présentent les femmes sénatrices élues ou nommées pour un mandat de cinq ans selon leur étiquette politique et leur région.
| Région       | Sénateurs élus                                             | Étiquette | Étiquette | Sénateurs désignés |
| ------------ | ---------------------------------------------------------- | --------- | --------- | ------------------ |
| Adamaoua     | Madeleine Haoua                                            |           | SDF       |                    |
| Centre       | Nicole Okala Bilaï                                         |           | RDPC      |                    |
| Est          | Isabelle Tokpanou Monique Ouli Ndongo Marie Claire Moampea |           | RDPC      | Marlyse Aboui      |
| Extrême-Nord | Zakiatou Djamo                                             |           | RDPC      |                    |
| Littoral     | Geneviève Tjoues Marie Armande Din Bell                    |           | RDPC      |                    |
| Nord         | Mme Adamou née Doudou                                      |           | RDPC      | Pierrette Hayatou  |
| Nord-Ouest   | Emma Eno Lafon                                             |           | RDPC      |                    |
| Ouest        | Delphine Metiedje Nguifo Tchetagne                         |           | SDF       |                    |
| Sud          | Delphine Medjo Thérèse Eloumba Medjo Mme Nnanga Ndoume     |           | RDPC      | Paulette Bisseck   |
| Sud-Ouest    | Rebecca Amah Ankie Affiong Agnès Ndode Ntube               |           | RDPC      |                    |

## Mandat 2018 - 2023
Les secondes élections sénatoriales au Cameroun se sont tenues le 25 mars 2018. Au terme de ces élections, on compte 22 femmes parmi les 70 sénateurs élus. Le décret présidentiel du 13 avril 2018 a porté ce nombre à 26 avec la nomination de 4 femmes parmi les 30 sénateurs désignés par le Chef de l'Etat. 
Le président de cette législature reste Marcel Niat Njifenji, sénateur RDPC, pour la région de l'Ouest.
| Région       | Sénatrices élus                                                         | Étiquette | Sénatrices nommées      |
| ------------ | ----------------------------------------------------------------------- | --------- | ----------------------- |
| Adamaoua     | Rougayatou Asta Djoulde Souadatou Djallo Epse Kalkaba                   | RDPC      |                         |
| Centre       | Nicole Okala Bilaï Koungou Edima Eliane Didier                          | RDPC      |                         |
| Est          | Isabelle Tokpanou Monique Ouli Ndongo Marie Claire Moampea              | RDPC      | Marlyse Aboui           |
| Extrême-Nord | Zakiatou Epse Sally Julienne Djakaou                                    | RDPC      |                         |
| Littoral     | Geneviève Tjoues Marie Armande Din Bell Minyem Endene Patience Félicité | RDPC      |                         |
| Nord         | Doudou Adamou Djoubairou Asta Yvonne                                    | RDPC      | Pierrette Hayatou Aïcha |
| Nord-Ouest   | Nkeze Emilia Kalebong                                                   | RDPC      | Regina Mundi Elisabeth  |
| Ouest        | Ngangoube Aminatou Dsamou Micheline                                     | RDPC      |                         |
| Sud          | Eloumba Therese Afane Gisele Solange                                    | RDPC      | Paulette Bisseck        |
| Sud-Ouest    | Rebecca Amah Ankie Affiong Agnès Ndode Ntube Ndjock                     | SDF       |                         |